# CLAUDIA VIP
CLAUDIA VIP（クラウディア・ヴィップ）は、ユーロビートレーベル・HI-NRG ATTACKが立ち上がった初期から所属している女性アーティスト。

## 概要
デビュー作はCHILLER SHOCK。
彼女の発表した楽曲はさほど多くなくも彼女の曲からはこのレーベルの特徴的な曲調の基盤の樹立と楽曲の発展の様子が窺える。
しかし、日本向けに出荷されているアルバムには彼女の曲は近年収録されていなかったが、2010年3月発売の「SUPER EUROBEAT VOL.201」に「IN YOUR CAR」が収録された。

## 発表楽曲
- CHILLER SHOCK
- WALKING DOWN THE STREET
- SLAVE TO THE RHYTHM
- PEOPLE OF THE NIGHT
- CLOSE YOUR EYES
- WHITE IS FOR YOU,BLACK IS FOR ME
- Mr. DARK
- CINDERELLA ROKFELLER
- DANCE WITH THE FIRE
- IN YOUR CAR
- PARATRONIC
- ROCK THE MUSIC
- LUCKY STAR

(2011/01/01現在--)